# Quarterflash
Quarterflash était un groupe de musique pop rock américain originaire de Portland dans l'Oregon. Sa musique est influencée par Fleetwood Mac. Il est animé par le couple Rindy et Marvin Ross. Il connut son heure de gloire entre 1980 et 1985.

## Formation
Quarterflash s'est constitué par la fusion de deux groupes, Seafood Mama — Rindy et Marvin Ross — et Union, mené par Jack Charles :
- Rindy Ross (chant, saxophone)
- Marvin (dit Marv) Ross (chant, guitare)
- Jack Charles (guitare)
- Rick DiGiallonardo (claviers)
- Rick Gooch (basse)
- Brian Willis (batterie)

## Discographie

### Albums
- Quarterflash (1981)
- Take Another Picture (1983)
- Back Into Blue (1985)
- Girl in the Wind (1990)
- Goodbye uncle Buzz (2008)
- Love Is a Road (2013)

### Singles
- 1981 - Harden My Heart (en) (US #3)
- 1982 - Find Another Fool (US #16)
- 1982 - Right Kind of Love (US #56)
- 1982 - Night Shift (US #60)
- 1983 - Take Me to Heart (US #14)
- 1983 - Take Another Picture (US #58)
- 1985 - Talk to Me (US #83)
- 1985 - Back Into Blue